# Cementerio central de Žale
El Cementerio central de Žale (en esloveno: Centralno pokopališče Žale) a menudo abreviado como Žale, es el más grande y el cementerio principal de Liubliana, Eslovenia. Se encuentra ubicado en el distrito Bežigrad y es gestionado por la empresa pública Žale.
El cementerio fue construido en 1906 en torno a la Iglesia de la Santa Cruz. El primer entierro se llevó a cabo en el mismo año el 3 de mayo, cuando el sacerdote Martin Malenšek fue trasladado allí desde el antiguo cementerio Navje.
Durante la Primera Guerra Mundial, muchos de los soldados caídos de todas las partes fueron enterrados en Žale. Sin embargo, todos eran católicos y los protestantes, judíos y musulmanes fueron enterrados en Navje. En 1923 las autoridades permitieron también judíos y musulmanes en Zale, pero solo en el lado exterior de la pared del cementerio.